# Świadkowie Jehowy na Tonga
Świadkowie Jehowy na Tonga – społeczność wyznaniowa na Tonga, należąca do ogólnoświatowej wspólnoty Świadków Jehowy, licząca w 2023 roku 212 głosicieli, należących do 3 zborów. Na dorocznej uroczystości Wieczerzy Pańskiej w 2023 roku zgromadziło się 666 osób. Działalność miejscowych głosicieli koordynuje australijskie Biuro Oddziału. Biuro Krajowe mieści się w Nukuʻalofie.

## Historia
W 1935 roku Charles Vete, miejscowy Świadek Jehowy prowadził działalność kaznodziejską, rozpowszechniając m.in. przetłumaczoną przez siebie na język tongijski broszurę „Gdzie są umarli?”.
W roku 1966 wzniesiono Salę Królestwa na 30 miejsc. W 1970 roku w Nukuʻalofie powstał 20-osobowy zbór.
W 1973 roku David Wolfgramm, obywatel Tonga, wraz z żoną i ośmiorgiem dzieci powrócił z Nowej Zelandii, aby wspomóc współwyznawców w działalności głoszenia.
W 2002 roku na wyspy Haʻapai przybył z Nowej Zelandii 18-metrowy jacht Quest, na pokładzie którego Świadkowie Jehowy opłynęli wyspy archipelagu, głosząc ich mieszkańcom.
1 grudnia 2003 roku na wyspach Haʻapai powstał piąty tongijski zbór. Na zgromadzeniu okręgowym pod hasłem „Oddajcie chwałę Bogu”, w stolicy, zebrało się 407 osób, a 5 osób przyjęło chrzest. Z pięciu miejscowych zborów Świadków Jehowy, trzy znajdują się na wyspie Tongatapu, jeden na Haʻapai i jeden na Vavaʻu. W pobliżu stolicy Świadkowie Jehowy założyli dom misjonarski Biblijnej Szkoły Strażnicy – Gilead oraz placówkę dla tłumaczy publikacji religijnych.
W 2007 roku najwyższa liczba głosicieli wyniosła 248 osób, a na uroczystości Wieczerzy Pańskiej zebrały się 664 osoby. W 2011 roku wydano Chrześcijańskie Pisma Greckie w Przekładzie Nowego Świata (Nowy Testament) w miejscowym języku tonga.
W 2013 roku najwyższa liczba głosicieli wyniosła 250 osób. 14 stycznia 2017 roku na kongresie pod hasłem „Lojalnie trwajmy przy Jehowie!” wydano Pismo Święte w Przekładzie Nowego Świata w języku tonga. W 2020 liczba głosicieli wyniosła 265 osób. W 2022 roku powstał trzeci zbór.
Zebrania odbywają się w języku tonga i australijskim języku migowym.